# 宋旭
宋旭（？—？），字景暘，號訥菴，浙江寧波府奉化縣人，民籍，明朝政治人物。

## 生平
成化四年（1468年）戊子科浙江鄉試第五十七名舉人。成化十七年（1481年）中式辛丑科會試第二十名，二甲第六十五名進士。官主事。著有《秋台集》十二卷。兄宋旻，有《蚓鸣集》十二卷。

## 家族
曾祖宋信禮；祖父宋原用，教諭；父宋吉祥，母汪氏。